# Bahman Ghobadi
Bahman Ghobadi (en kurdo بەھمەن قوبادی o Behmen Qubadî, en persa بهمن قبادی) (Baneh, provincia de Kurdistán, Irán, 1 de febrero de 1969) es un director de cine, guionista, productor, director artístico, actor y diseñador de producción kurdo iraní.

## Biografía
Nació en Baneh, un pueblo del Kurdistán iraní cerca de la frontera con Irak. Tras concluir sus estudios secundarios, empezó su carrera artística como fotógrafo industrial y estudió en el Iranian Broadcasting College de Teherán, pero no terminó la carrera y optó por dedicarse a rodar cortometrajes documentales en 8 mm. Tras el éxitó alcanzado por su corto Life in a Fog en 1999, realizó su primer largometraje, A Time for Drunken Horses, que ganó la Cámara de Oro del Festival de Cannes en 2000. Esta película y las que siguieron fueron aclamadas por la crítica y premiadas en festivales internacionales, pero apenas pudieron ser vistas en su país de origen.
En el año 2000, fundó la productora Mij Film, dedicada a producir y apoyar el cine kurdo. La palabra mij significa «niebla» en kurdo.
Su tercer filme, Las tortugas también vuelan, fue Concha de Oro en el Festival de Cine de San Sebastián, y dos años después, en 2006, repitió premio (aunque fue ex aequo) con Media luna. En 2009, Ghobadi realizó Nadie sabe nada de gatos persas, un semidocumental sobre jóvenes músicos iraníes de rock indie y el mundo musical underground en Irán. El filme fue rodado sin permiso oficial y en condiciones precarias. Ante las presiones policiales, Ghobadi tuvo que marcharse de Irán ese mismo año y se trasladó a los Estados Unidos. La película ganó en 2009 el premio especial del jurado del Festival de Cannes en la sección Un certain regard, entre otros premios internacionales.
Su película, Rhino Season (2012), fue rodada en Estambul y en Irak, y está dedicada a la memoria de Farzad Kamangar, un poeta y maestro kurdo iraní ejecutado en 2010 por supuestas actividades políticas, así como de Saneh Jaleh, un estudiante kurdo iraní que fue asesinado en una manifestación en Irán en 2011. El director de fotografía de la película, Touraj Aslani, se llevó el premio a la mejor fotografía en el Festival de San Sebastián de 2012.
Su última película rodada en 2015, A Flag Without a Country, se estrenó en el Festival de Cine de Múnich (Filmfest München) en 2016 en el marco de una retrospectiva que el festival dedicó a Bahman Ghobadi. También en 2015, Ghobadi produjo y supervisó el documental Life on the Border, compuesto de ocho cortometrajes realizados por niños de los campos de refugiados kurdos en la frontera entre Siria e Irak. Para poder llevar a cabo esta inicitativa, Ghobadi compró 25 cámaras que repartió entre 5 campamentos donde los niños interesados atendieron talleres que les enseñaron a filmar y construir un relato.
Su hermano menor, el realizador de cortometrajes Behrouz Ghobadi, fue encarcelado de noviembre de 2012 a enero de 2013 por su crítica al presidente del país, Mahmud Ahmadineyad.

## Realizador kurdo

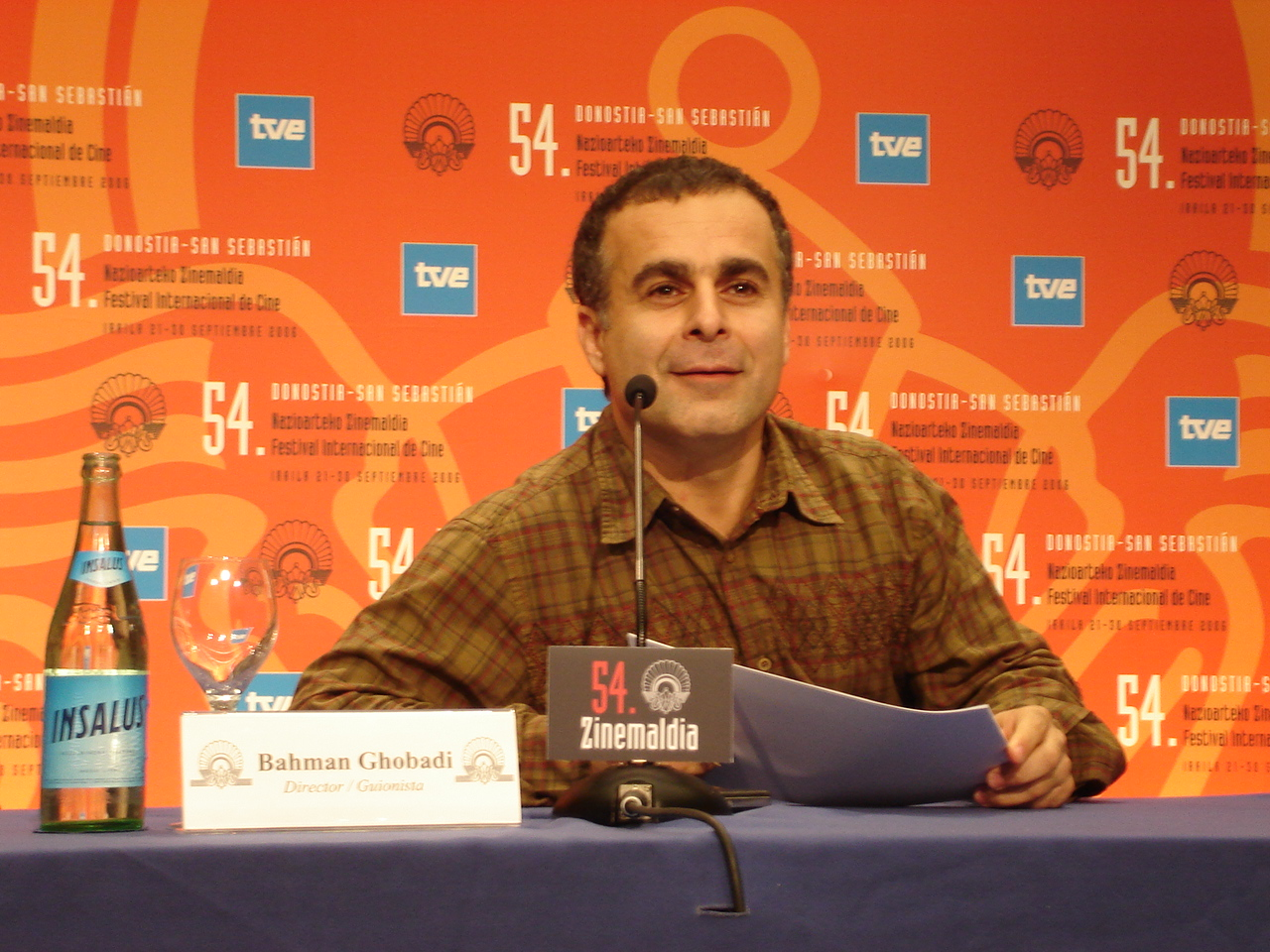
Bahman Ghobadi en una rueda de prensa durante el Festival Internacional de cine de San Sebastián 2006.

Bahman Ghobadi es el principal portavoz del cine kurdo. Su película Time for Drunken Horses, es la primera película que haya sido rodada en idioma kurdo y se desarrolla en las montañas del Kurdistán que separan Irán e Irak. Ghobadi ayuda y promociona las producciones del joven cine kurdo que hasta el estreno de esa película en el año 2000 no existía.

## Filmografía

### Como realizador
- A Flag without a Country 2015
- Rhino Season (2012)
- Nadie sabe nada de gatos persas (2009)
- Media luna (2006)
- Las tortugas también vuelan (2004)
- Daf (2003)
- Canciones de la tierra de mi madre (2002)
- A time for drunken horses (2000)
- Life in fog (1999)

### Como guionista
- A Flag without a Country 2015
- Rhino Season (2012)
- Nadie sabe nada de gatos persas (2009)
- Media luna (2006)
- Las tortugas también vuelan (2004)
- Daf (2003)
- Canciones de la tierra de mi madre (2002)
- A time for drunken horses (2000)

### Como productor
- Life on the Border 2015
- A Flag without a Country 2015
- Rhino Season (2012)
- Media luna (2006)
- Las tortugas también vuelan (2004)
- Canciones de la tierra de mi madre (2002)
- A time for drunken horses (2000)

### Como director artístico
- Media luna (2006)
- Canciones de la tierra de mi madre (2002)

### Como actor
- La pizarra, de Samira Makhmalbaf (2000)
- El viento nos llevará, de Abbas Kiarostami (1999)

### Como diseñador de producción
- A Flag without a Country 2015
- Rhino Season (2012)
- Las tortugas también vuelan (2004)

## Premios y distinciones
Festival Internacional de Cine de Cannes
| Año  | Categoría                                    | Película                           | Resultado |
| ---- | -------------------------------------------- | ---------------------------------- | --------- |
| 2002 | Premio François Chalais                      | Canciones de la tierra de mi madre | Ganador   |
| 2009 | Premio Un Certain Regard - Premio del jurado | Nadie sabe de gatos persas         | Ganador   |
| 2009 | Premio François Chalais                      | Nadie sabe de gatos persas         | Ganador   |

Festival Internacional de Cine de San Sebastián
| Año  | Categoría                                               | Película                    | Resultado |
| ---- | ------------------------------------------------------- | --------------------------- | --------- |
| 2004 | Concha de Oro                                           | Las tortugas también vuelan | Ganador   |
| 2004 | Premio del CEC (Círculo de Escritores Cinematográficos) | Las tortugas también vuelan | Ganador   |
| 2006 | Concha de Oro                                           | Media luna                  | Ganador   |
| 2006 | Premio FIPRESCI                                         | Media luna                  | Ganador   |

- Concha de Oro en el Festival de Cine de San Sebastián por Las tortugas también vuelan (2004).